# 平原将也
平原 将也（ひらはら まさなり）は、日本の化学者。大阪工業大学工学部応用化学科准教授。博士（理学）（九州大学）。日本分析化学会近畿支部幹事。
専門は、無機化学・錯体化学・触媒化学、光化学・分析化学。

## 略歴
2006年九州大学理学部化学科卒業。2008年九州大学大学院理学府凝縮系科学専攻修士課程修了。2011年同大学大学院理学府化学専攻博士課程修了、博士（理学）（九州大学）。新潟大学博士研究員を経て、2013年防衛大学校応用科学群応用化学科助教。2019年同学科講師。その間、カリフォルニア工科大学(CALTECH)訪問研究員も務める（2017年より1年間）。2021年大阪工業大学工学部に着任、応用化学科准教授。
主な所属学会は、日本化学会、アメリカ化学会、錯体化学会、日本分析化学会。

## 主な研究
- 合成錯体分子による水の酸化触媒の創製
- 金属錯体による水の酸化触媒系の構築（人工光合成研究の最前線）
- 刺激応答型スマート分子触媒による光エネルギー変換
- 光を駆動力とした革新的な金属錯体ナノワイヤ構築手法の確立
- 光を当ててがん細胞を狙い撃ち〜低濃度で作用する抗がん剤ルテニウム錯体[3]
- Photoinduced Self-assembly: An Alternative Strategy for the Construction of Coordination Oligomers and Polymers - 東京科学大学との共同研究（ヨーロッパの化学誌「Chemistry - A European Journal」に掲載）[4]

無機化学の対外啓蒙活動として、高校生向けに横須賀高校スーパーサイエンスハイスクール(SSH)事業2019で指導員を務めている（研究・論文・プレゼンテーションの書類作成を指導）。